# Le Châtelet (Bains-les-Bains)
Pour les articles homonymes, voir Châtelet.
Le Châtelet est une maison bourgeoise à l'allure de petit château édifiée au XIXe siècle sur la commune de Bains-les-Bains dans le sud du département des Vosges situé dans la région historique et culturelle de Lorraine en région administrative Grand Est. Il n'est pas à confondre avec le château renaissance du Châtelet, situé à Harchéchamp dans l'ouest du même département.

## Histoire

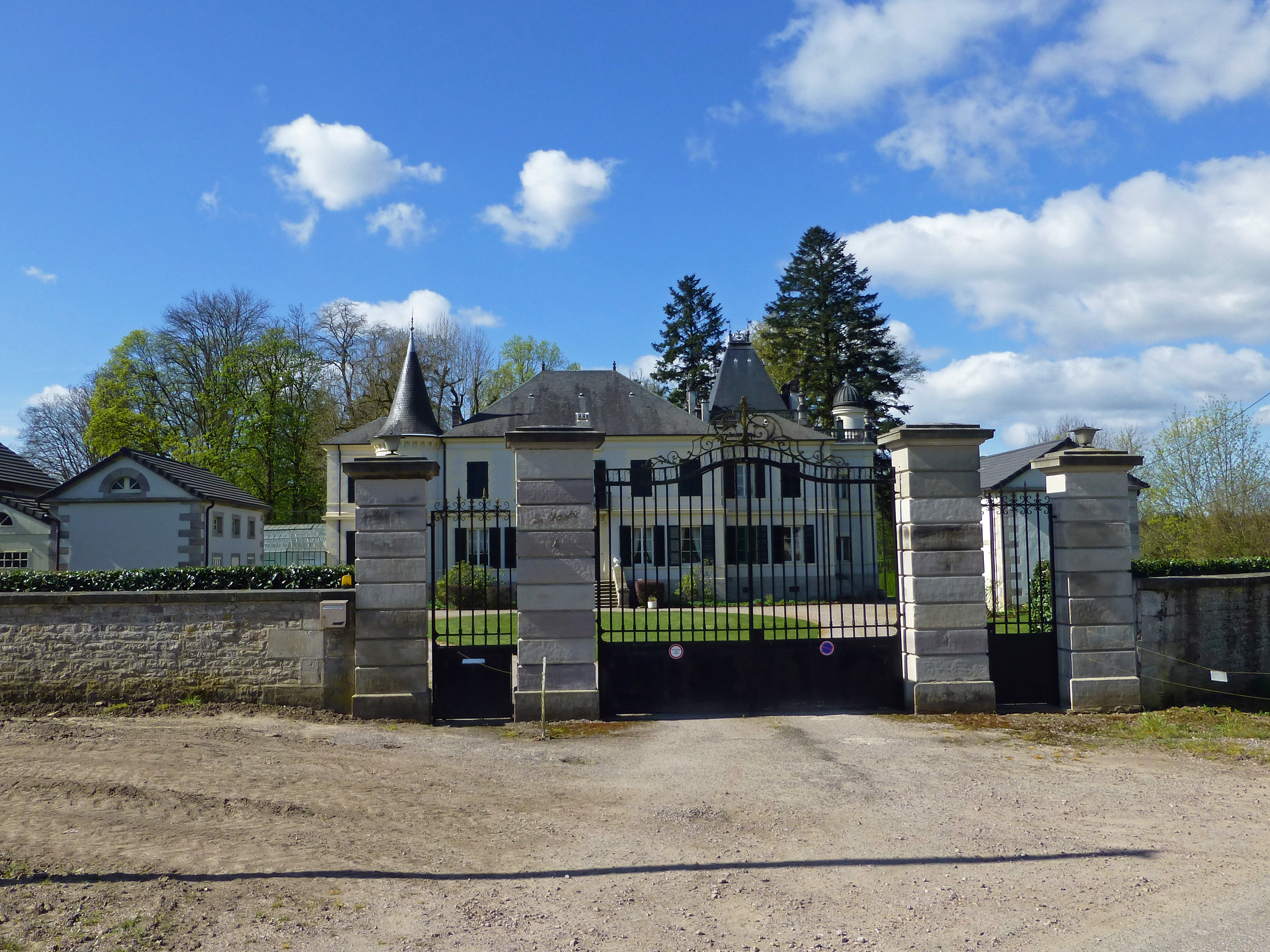
Portail devant le Châtelet.

La propriété est localisée dans un écart de l'ouest balnéen, Le Châtelet, sur le site d'un ancien oppidum gaulois domainant les deux cours d'eau du Côney et du Bagnerot.
Il est édifié dans la seconde moitié du XIXe siècle par Léon Demazure (1828-1905), frère d’Édouard Demazure qui a construit le château du Chesnois tout proche. En 1906, Madame Léon Demazure loge l'abbé Constant Olivier qui vient de se faire exclure du petit séminaire de Châtel-sur-Moselle. 
La maison passe ensuite à plusieurs propriétaires au cours du XXe siècle dont la famille Dieudonné. 
Il ne fait actuellement l'objet d'aucune inscription ou classement au titre des monuments historiques.

## Description
De style Tudor, revu par le XIXe siècle, l'aile centrale à quatre pans est complétée de chaque côté par une tourelle ronde, des pavillons carrés et une serre.
Les communs et l'écurie sont construits devant l'édifice de chaque côté, formant une cour d'honneur. Un grand parc à l'arrière complète l'ensemble architectural.